# Роман Інгарден
Роман Вітольд Інгарден (пол. Roman Witold Ingarden; 5 лютого 1893 — 14 червня 1970) — польський філософ, який працював над проблемами феноменології, онтології та естетики.
До Другої світової війни Інгарден публікував більшість своїх робіт німецькою мовою, але під час війни перейшов на польську, внаслідок чого багато його ідей в онтології залишилися невідомими широкому колу філософів.

## Біографія
Інгарден народився у Кракові, який тоді належав Австро-Угорщині. Він вивчав філософію та математику у Львівському університеті під керівництвом Казимира Твардовського, потім у Геттінгенському університеті під керівництвом Едмунда Гуссерля, пізніше переїхав із Гуссерлем до Фрайбурга. Після габілітації Інгарден працював на посаді професора Львівського університету.
Після війни Інгарден працював у Торуні та Ягеллонському університеті в Кракові.
Був членом Польської академії знань (до 1951 року) та Польської академії наук. Почесний доктор Львівської політехніки (1925)
Листувався з Едіт Штайн, монахинею, яку пізніше канонізували.

## Онтологія та метафізика
Значна частина дослідницької діяльності філософа була присвячена питанням онтології, яку він трактує як апріорне дослідження, предметом чого є не те, що фактично існує, а те, що можливе. Онтологію він протиставляє метафізиці, яка намагається дати відповідь на питання про те, що існує фактично.
Інгарден заперечує трансцендентальний ідеалізм Гуссерля, яке розумів як вчення, у співвідношенні з яким існування так званого 'реального світу' залежить від свідомості. Згідно Інгардену, проблема ідеалізму — реалізму є метафізичною, проте до неї можна підійти онтологічно, шляхом дослідження можливих відношень між свідомістю та світом. У роботі «Суперечка про існування світу» Інгарден прагне описати можливі способи буття та їх можливі співвідношення.
Він розділяє онтологію на формальну, матеріальну та екзистенційну онтології, у співвідношенні з трьома аспектами, котрі можна виділити у будь-якого об'єкта (формальна структура, якісні характеристики та спосіб буття). Категорії формальної онтології пов'язані з відомим онтологічним розрізненням об'єктів, процесів та відношень. Слідом за Гуссерлем Інгарден розрізняє категорії матеріальної онтології; вони включають реальні просторово-часові об'єкти та об'єкти високого рівня, наприклад, твори мистецтва. Також категорії екзистенційної онтології розглядає філософ як ті, що характеризують способи буття: залежне — незалежне існування, існування у часі — поза часом, зумовлене існування — необхідне існування і т. д.
Чотири вищі екзистенційно-онтологічні категорії у Інгардена — це: абсолютне, реальне, ідеальне і чисто інтенціональне існування. Абсолютний (позачасовий) спосіб буття може бути приписаним тільки буттю, що схоже на буття Бога, яке не залежить від того, чи існує або існувало коли-небудь щось ще. Ідеальний спосіб буття — це позачасове існування, таке як існування чисел у платонізмі. Реальний спосіб буття — спосіб існування випадкових просторово-часових об'єктів, до яких реаліст відніс би, наприклад, дерева і скелі. Чисто інтенціональний спосіб буття властивий, наприклад, вигаданим персонажам та іншим об'єктам, що виникли та існують завдяки актам свідомості. Таким чином суперечка між ідеалізмом та реалізмом може бути переформульована у суперечку про те, чи властивий так званому 'реальному світу' реальний або чисто інтенціональний спосіб буття.

## Твори

### Праці німецькою мовою
- Intuition und Intellekt bei Henri Bergson, Halle: Max Niemeyer, 1921
- Essentiale Fragen. Ein Beitrag zum Problem des Wesens, Halle: Max Niemeyer, 1925
- Das literarische Kunstwerk. Eine Untersuchung aus dem Grenzgebiet der Ontologie, Logik und Literaturwissenschaft, Halle: Max Niemeyer, 1931
- Untersuchungen zur Ontologie der Kunst: Musikwerk. Bild. Architektur. Film, Tübingen: Max Niemeyer, 1962
- Der Streit um die Existenz der Welt, Bd. I, II/I, II/2. Tübingen: Max Niemeyer, 1964
- Vom Erkennen des literarischen Kunstwerks, Tübingen: Max Niemeyer, 1968
- Erlebnis, Kunstwerk und Wert. Vorträge zur Ästhetik 1937—1967, Tübingen: Max Niemeyer, 1969
- Über die Verantwortung. Ihre ontischen Fundamente, Stuttgart: Reclam, 1970
- Über die kausale Struktur der realen Welt. Der Streit um die Existenz der Welt, Band III, Tübingen: Max Niemeyer, 1974

### Праці польською мовою
- Niektóre założenia idealizmu Berkeley'a [Some of the Tenets of Berkeley’s Idealism]. Lwów. 1931.
- O poznawaniu dzieła literackiego (The Cognition of the Literary Work of Art), Ossolineum, Lwów: 1937
- O budowie obrazu. Szkic z teorii sztuki (On the Structure of Paintings: A Sketch of the Theory of Art), Rozprawy Wydziału Filozoficznego PAU Vol. LXVII, No.2, Kraków, 1946
- O dziele architektury (On Architectural Works), Nauka i Sztuka, Vol. II, 1946, No. 1, pp. 3-26 and No. 2, pp. 26-51
- Spór o istnienie Świata (Controversy over the Existence of the World), PAU, Vol. I, Kraków: 1947, Vol. II, Kraków, 1948
- Szkice z filozofii literatury (Sketches on the Philosophy of Literature), Vol. 1, Spółdzielnia wydawnicza "Polonista, " Łódz, 1947
- Elementy dzieła muzycznego (The Elements of Musical Works), Sprawozdania Towarzystwa Naukowego w Toruniu, Vol. IX, 1955, Nos. 1-4, pp. 82-84
- Studia z estetyki (Studies in Aesthetics), PWN, Vol. I Warszawa, 1957, Vol. II, Warszawa, 1958
- O dziele literackim (On Literary Works). PWN, Warszawa, 1960
- Przeżycie — dzieło — wartość (Experience — Work of Art — Value). Wydawnictwo Literackie, Kraków, 1966
- Studia z estetyki Tom III (Studies in Aesthetics, Vol. III), PWN, Warszawa, 1970
- U podstaw teorii poznania (At the Foundations of the Theory of Knowledge), PWN, Warszawa, 1971
- Książeczka o człowieku (Little Book About Man), Wydawnictwo Literackie, Kraków, 1972.
- Utwór muzyczny i sprawa jego tożsamości (The Work of Music and the Problem of Its Identity), Polskie Wydawnictwo Muzyczne, Warszawa, 1973.

### Переклади англійською мовою
- Controversy over the Existence of the World. Volumes I and II, translated by Arthur Szylewicz, Bern: Peter Lang, 2013 / 2016.
- Time and Modes of Being, (selection from Der Streit, translated by Helen R. Michejda. Springfield, Illinois: Charles C. Thomas, 1964.
- The Cognition of the Literary Work of Art, Translated by Ruth Ann Crowley and Kenneth R. Olson. Evanston, Illinois: Northwestern University Press, 1973
- The Literary Work of Art, Translated by George G. Grabowicz. Evanston, Illinois: Northwestern University Press, 1973
- Letter to Husserl about the VI [Logical] Investigation and ‘Idealism’ In Tymieniecka, 1976
- Man and Value, Translated by Arthur Szylewicz. München: Philosophia Verlag, 1983
- On the Motives which led Edmund Husserl to Transcendental Idealism, Translated by Arnor Hannibalsson. The Hague: 1976
- The Ontology of the Work of Art, Translated by Raymond Meyer with John T. Goldthwait. Athens, Ohio: Ohio University Press, 1989
- Selected Papers in Aesthetics, Ed. by Peter J. McCormick, München: Philosophia Verlag,1985
- The Work of Music and the Problem of Its Identity, Translated by Adam Czerniawski. London: Macmillan, 1986.

### Переклади українською мовою
- Роман Інґарден. Літературно-художній твір. Пер. з нім. Лариси Цибенко. — Львів: видавництво «Літопис», 2024. — 484 с. ISBN 978-617-7962-28-0

### Українські праці, пов'язані з Романом Інгарденом
- Інгарден Р. Художні цінності та естетичні цінності // Філософська думка. — 2005. — № 6. — С. 65-87.